# ふたりの夏にさようなら
ふたりの夏にさようなら（ふたりのなつにさようなら、原題: La Madrague）は、1962年にブリジット・バルドーによって発表されたシャンソンの楽曲。ジャン·マックス·リヴィエール作詞、ジェラール·ブルジョワ作曲。原題の"La Madrague"とは、サントロペにあったバルドーの別荘の名前(fr)である。